# Can Öncü
Can Öncü, né le 26 juillet 2003 à Alanya, est un pilote de vitesse moto turc. Il devient le plus jeune vainqueur d'un Grand Prix moto quand il gagne, en 2018, le Grand Prix de Valence en Moto 3, à l'âge de 15 ans, 115 jours. Il devient aussi le premier Turc à remporter un Grand Prix moto.
À la fin de l'année 2018, il est engagé par l'équipe Finlandaise, Red Bull KTM Ajo, pour participer au Championnat du monde Moto 3 2019. Bien qu'il n'ait pas atteint l'âge minimum de 16 ans, ayant remporté la Red Bull Rookie Cup 2018, il est autorisé à participer à la compétition,.
Son frère jumeau, Deniz, est également un coureur de moto. Les deux frères sont encadrés par le coureur motocycliste multi-champion du monde turc, Kenan Sofuoğlu.

## Résultats en championnat
Résultats en Championnats du monde de vitesse moto depuis ses débuts en 2018 :

### Par saison
Mise à jour après le  Grand Prix moto du Qatar 2019
| Année | Cat.  | Équipe           | Moto | GP | Victoires | Podiums | Poles | M.Tour | Points | Position |
| ----- | ----- | ---------------- | ---- | -- | --------- | ------- | ----- | ------ | ------ | -------- |
| 2018  | Moto3 | Red Bull KTM Ajo | KTM  | 1  | 1         | 1       | 0     | 0      | 25     | 24e      |
| 2019* | Moto3 | Red Bull KTM Ajo | KTM  | 1  | 0         | 0       | 0     | 0      | 0      | NC       |
| Total |       |                  |      | 2  | 1         | 1       | 0     | 0      | 25     |          |

- *Saison en cours

### Par catégorie
Mise à jour après le  Grand Prix moto du Qatar 2019
| Catégorie | Année  | 1er GP       | 1er podium   | 1re victoire | Courses | Victoires | Podiums | Pole | M.tours | Points | Titres |
| --------- | ------ | ------------ | ------------ | ------------ | ------- | --------- | ------- | ---- | ------- | ------ | ------ |
| Moto3     | 2018-  | Valence 2018 | Valence 2018 | Valence 2018 | 2       | 1         | 1       | 0    | 0       | 25     | 0      |
| Total     | 20018- |              |              |              | 2       | 1         | 1       | 0    | 0       | 25     | 0      |

### Par constructeurs
Mise à jour après le  Grand Prix moto du Qatar 2019
| Constructeurs | Catégories | Saisons | Courses | Victoires | Podiums | Pôles | Meilleur tour | Points | Titres |
| ------------- | ---------- | ------- | ------- | --------- | ------- | ----- | ------------- | ------ | ------ |
| KTM           | Moto3      | 2       | 2       | 1         | 1       | 0     | 0             | 25     | 0      |
| Total         |            | 2       | 2       | 1         | 1       | 0     | 0             | 25     | 0      |

### Par course
(Les courses en gras indiquent une pole position; les courses en italiques indiquent un meilleur tour en course)
| Année | Cat.  | Moto | 1      | 2   | 3   | 4   | 5   | 6   | 7   | 8   | 9   | 10  | 11  | 12  | 13  | 14  | 15  | 16  | 17  | 18  | 19    | Position | Points |
| ----- | ----- | ---- | ------ | --- | --- | --- | --- | --- | --- | --- | --- | --- | --- | --- | --- | --- | --- | --- | --- | --- | ----- | -------- | ------ |
| 2018  | Moto3 | KTM  | QAT    | ARG | AME | SPA | FRA | ITA | CAT | NED | GER | CZE | AUT | GBR | RSM | ARA | THA | JAP | AUS | MAL | VAL 1 | 24e      | 25     |
| 2019* | Moto3 | KTM  | QAT 18 | ARG | AME | SPA | FRA | ITA | CAT | NED | GER | CZE | AUT | GBR | RSM | ARA | THA | JAP | AUS | MAL | VAL   | NC       | 0      |

- * Saison en cours

Système d’attribution des points
| Position | 1er | 2e | 3e | 4e | 5e | 6e | 7e | 8e | 9e | 10e | 11e | 12e | 13e | 14e | 15e |
| Points   | 25  | 20 | 16 | 13 | 11 | 10 | 9  | 8  | 7  | 6   | 5   | 4   | 3   | 2   | 1   |

| Couleur | Résultat                     |
| ------- | ---------------------------- |
| Or      | Vainqueur                    |
| Argent  | 2e place                     |
| Bronze  | 3e place                     |
| Vert    | Terminé, dans les points     |
| Bleu    | Terminé, pas dans les points |
| Violet  | Abandon (Ab.) ou (Ret)       |
| Violet  | Non classé (NC)              |
| Rouge   | Pas qualifié (DNQ)           |
| Noir    | Disqualifié (DSQ)            |
| Blanc   | Pas au départ (DNS)          |
| Blanc   | Forfait (WD)                 |
| Blanc   | N'a pas participé (DNP)      |
| Blanc   | Blessé (INJ)                 |
| Blanc   | Exclu (EX)                   |
| Blanc   | Course annulée (C)           |

### Par Grand Prix
Mise à jour après le  Grand Prix moto du Qatar 2019
| Grands Prix | Circuits | Participations | Pole Positions | Meilleurs tours | Podiums | Victoires | Année de la victoire | Abandons | Points inscrits |
| ----------- | -------- | -------------- | -------------- | --------------- | ------- | --------- | -------------------- | -------- | --------------- |
| Qatar       | Losail   | 1              | 0              | 0               | 1       | 1         | 2018                 | 0        | 25 pts          |
| Valence     | Valence  | 1              | 0              | 0               | 0       | 0         | -                    | 0        | -               |

## Palmarès

### Victoire en Moto 3: 1
| Année | Lieu du Grand Prix                      | Circuit       | Ville   | Grille |
| ----- | --------------------------------------- | ------------- | ------- | ------ |
| 2018  | Grand Prix de la Communauté Valencienne | Ricardo Tormo | Valence | 4e     |